# Левые демократы (Италия)
Левые демократы (итал. Democratici di Sinistra) — социал-демократическая партия в Италии, наиболее массовая итальянская партия (более 600 000 членов в 2006 г.), действовавшая в 1998—2007 годах. Основана в 1998 г. при соединении посткоммунистической Партии демократических левых сил с рядом мелких организаций: «Социальные христиане» (левое крыло христианских демократов), Федерация лейбористов (откол от Социалистической партии), Республиканская левая (левое крыло Республиканской партии), Унитарное движение коммунистов (откол от Партии коммунистического возрождения), Реформисты за Европу (откол от Демократического союза), Демократическая федерация (сардинская регионалистская партия). Состояла в Социнтерне и Партии европейских социалистов. Лидеры — Пьеро Фассино и Массимо Д’Алема (первый посткоммунист, ставший премьером Италии). Крупнейшая дружественная газета — «L’Unità». Президент Италии Джорджо Наполитано — выдвиженец ЛД.
Распущена осенью 2007 г., со вхождением большей части членов в состав новой Демократической партии, в которую влился и ряд более мелких партий, крупнейшая из которых — центристская «Маргаритка». Члены ЛД — противники объединения с центристами, — создали организацию «Демократическая левая» (итал. Sinistra Democratica), стремясь объединить левосоциалистические и еврокоммунистические силы. «Демократическая левая» ныне влилась в партию «Левые Экология Свобода».